# Diego Abatantuono
Diego Abatantuono, född den 20 maj 1955 i Milano, Italien, italiensk skådespelare.

## Filmografi, i urval
- 1976 – Liberi armati pericolosi
- 1986 – Regalo di Natale
- 1991 - Jag älskar soldater
- 1994 – Il toro